# Justin Murisier
Justin Murisier (* 8. Januar 1992 in Martigny) ist ein Schweizer Skirennfahrer. Zu Beginn seiner Karriere fokussierte er sich auf die Disziplinen Slalom und Riesenslalom. Aktuell steht er in allen Disziplinen im Weltcup am Start.

## Biografie
Murisier, dessen Vater Cousin des Skirennfahrers William Besse ist, nahm ab November 2007 an FIS-Rennen und an nationalen Juniorenrennen teil. Sein erster bedeutender Erfolg war im Februar 2009 der Gewinn der Slalom-Goldmedaille beim European Youth Olympic Festival im polnischen Szczyrk. Einen Monat später überraschte er bei den Schweizer Meisterschaften in St. Moritz mit dem dritten Platz im Super-G, wobei er bekannte Athleten wie Didier Défago oder Carlo Janka hinter sich liess. Zum Abschluss der Saison folgte in Sestriere der erste Sieg in einem FIS-Rennen.
Nachdem Murisier zweieinhalb Jahre lang im regionalen Leistungszentrum Brig vom ehemaligen Skirennfahrer Steve Locher betreut worden war, stieg er zu Beginn der Saison 2009/10 in das C-Kader von Swiss-Ski auf. Er kam im Europacup zum Einsatz und war in den Disziplinen Slalom und Super-G der Beste seines Jahrgangs. Am 10. Januar 2010, zwei Tage nach seinem 18. Geburtstag, startete Murisier erstmals in einem Weltcuprennen: Im Slalom von Adelboden fuhr er mit der hohen Startnummer 74 auf den 31. Platz; den zweiten Lauf und mögliche Weltcuppunkte verpasste er lediglich um fünf Hundertstelsekunden. Bei den Schweizer Meisterschaften 2010 siegte in der Super-Kombination und wurde Dritter (zeitgleich mit Ami Oreiller) im Riesenslalom.
Am 12. Dezember 2010 fuhr Murisier im Slalom von Val-d’Isère auf den 8. Platz und holte sich damit seine ersten Weltcuppunkte. Seinen ersten Podestplatz im Europacup erzielte er am 18. Januar 2011 als Dritter des Riesenslaloms von Zuoz. Bei den Juniorenweltmeisterschaften 2011 in Crans-Montana gewann er die Silbermedaille im Slalom und in der Kombinationswertung (Abfahrt, Riesenslalom, Slalom) sowie die Bronzemedaille im Super-G.
Im September 2011 verletzte sich Murisier in der Vorbereitungsphase zur Saison 2011/12 schwer und zog sich beim Fussballspielen einen Riss im vorderen Kreuzband des rechten Knies zu. Aufgrund der Verletzung fiel er für die gesamte Saison 2011/12 aus. Im August 2012 erlitt er beim Slalomtraining neuerlich einen Riss desselben Kreuzbandes, weshalb er auch in der Saison 2012/13 pausieren musste.
Nach einem verhaltenen Saisonbeginn fuhr Murisier am 26. Januar 2014 in der Super-Kombination von Kitzbühel mit der hohen Startnummer 62 auf den 9. Platz. Zum Saisonabschluss 2014/15 gewann er im Schweizer Team am 20. März 2015 beim Final in Méribel den nur zum Nationencup zählenden Mannschaftswettbewerb vor Schweden und Österreich. Dieses Szenario wiederholte sich auch beim Final in St. Moritz am 18. März 2016, wobei Deutschland und Schweden auf den folgenden Plätzen landeten.
Bei den Weltmeisterschaften 2017 in St. Moritz erreichte er Rang 6 in der Alpinen Kombination und Rang 8 im Riesenslalom. In der Saison 2017/18 des Weltcups belegte er Rang 7 in der Riesenslalom-Dispiplinenwertung und Rang 9 in der Alpinen Kombination, in der Saison 2019/20 Rang 16 in der Wertung der Parallelrennen. Am 20. Dezember 2020 stand Murisier bei einem Weltcuprennen erstmals auf dem Podest, als er im Riesenslalom auf der Gran Risa in Alta Badia auf den dritten Platz fuhr. In der Saison 2020/21 des Europacups erreichte er Rang 5 in der Kombinationswertung. 2021 wurde er Schweizer Meister im Riesenslalom und erreichte Rang 8 in der Alpinen Kombination der Weltmeisterschaften in Cortina d’Ampezzo. In der Saison 2021/22 des Weltcups erreichte er Rang 9 im Riesenslalom, Rang 16 im Super-G und Rang 17 in der Gesamtwertung. Bei den Olympischen Spielen 2022 in Peking wurde er Vierter in der Alpinen Kombination.
Am 6. Dezember 2024 feierte Murisier bei der Abfahrt in Beaver Creek seinen ersten Einzel-Weltcupsieg.

## Erfolge

### Olympische Spiele
- Peking 2022: 4. Kombination

### Weltmeisterschaften
- Garmisch-Partenkirchen 2011: 13. Riesenslalom, 25. Slalom
- Vail/Beaver Creek 2015: 4. Mannschaft, 13. Slalom, 30. Riesenslalom
- St. Moritz 2017: 6. Kombination, 8. Riesenslalom
- Cortina d’Ampezzo 2021: 8. Alpine Kombination
- Courchevel 2023: 12. Abfahrt
- Saalbach-Hinterglemm 2025: 8. Abfahrt

### Weltcup
- 2 Podestplätze in Einzelrennen, davon 1 Sieg:

| Datum            | Ort          | Land | Disziplin |
| ---------------- | ------------ | ---- | --------- |
| 6. Dezember 2024 | Beaver Creek | USA  | Abfahrt   |

- 2 Siege bei Mannschaftswettbewerben

### Weltcupwertungen
| 2010/11 | 85.                                 | 68                                  | –                                   | –-                                  | –                                   | –                                   | 45.                                 | 10                                  | 32.                                 | 58                                  | –                                   | –                                   | –                                   | –                                   |                                     |                                     |
| 2011/12 | verletzungsbedingt keine Ergebnisse | verletzungsbedingt keine Ergebnisse | verletzungsbedingt keine Ergebnisse | verletzungsbedingt keine Ergebnisse | verletzungsbedingt keine Ergebnisse | verletzungsbedingt keine Ergebnisse | verletzungsbedingt keine Ergebnisse | verletzungsbedingt keine Ergebnisse | verletzungsbedingt keine Ergebnisse | verletzungsbedingt keine Ergebnisse | verletzungsbedingt keine Ergebnisse | verletzungsbedingt keine Ergebnisse | verletzungsbedingt keine Ergebnisse | verletzungsbedingt keine Ergebnisse | verletzungsbedingt keine Ergebnisse | verletzungsbedingt keine Ergebnisse |
| 2012/13 | verletzungsbedingt keine Ergebnisse | verletzungsbedingt keine Ergebnisse | verletzungsbedingt keine Ergebnisse | verletzungsbedingt keine Ergebnisse | verletzungsbedingt keine Ergebnisse | verletzungsbedingt keine Ergebnisse | verletzungsbedingt keine Ergebnisse | verletzungsbedingt keine Ergebnisse | verletzungsbedingt keine Ergebnisse | verletzungsbedingt keine Ergebnisse | verletzungsbedingt keine Ergebnisse | verletzungsbedingt keine Ergebnisse | verletzungsbedingt keine Ergebnisse | verletzungsbedingt keine Ergebnisse | verletzungsbedingt keine Ergebnisse | verletzungsbedingt keine Ergebnisse |
| 2013/14 | 100.                                | 29                                  | –                                   | –                                   | –                                   | –                                   | –                                   | –                                   | –                                   | –                                   | 16.                                 | 29                                  | –                                   | –                                   |                                     |                                     |
| 2014/15 | 96.                                 | 46                                  | –                                   | –                                   | –                                   | –                                   | 31.                                 | 22                                  | 50.                                 | 9                                   | 21.                                 | 15                                  | –                                   | –                                   |                                     |                                     |
| 2015/16 | 46.                                 | 231                                 | –                                   | –                                   | –                                   | –                                   | 12.                                 | 191                                 | –                                   | –                                   | 19.                                 | 40                                  | –                                   | –                                   |                                     |                                     |
| 2016/17 | 36.                                 | 240                                 | –                                   | –                                   | –                                   | –                                   | 13.                                 | 154                                 | –                                   | –                                   | 4.                                  | 86                                  | –                                   | –                                   |                                     |                                     |
| 2017/18 | 30.                                 | 376                                 | –                                   | –                                   | –                                   | –                                   | 7.                                  | 228                                 | –                                   | –                                   | 9.                                  | 48                                  | –                                   | –                                   |                                     |                                     |
| 2018/19 | verletzungsbedingt keine Ergebnisse | verletzungsbedingt keine Ergebnisse | verletzungsbedingt keine Ergebnisse | verletzungsbedingt keine Ergebnisse | verletzungsbedingt keine Ergebnisse | verletzungsbedingt keine Ergebnisse | verletzungsbedingt keine Ergebnisse | verletzungsbedingt keine Ergebnisse | verletzungsbedingt keine Ergebnisse | verletzungsbedingt keine Ergebnisse | verletzungsbedingt keine Ergebnisse | verletzungsbedingt keine Ergebnisse | verletzungsbedingt keine Ergebnisse | verletzungsbedingt keine Ergebnisse | verletzungsbedingt keine Ergebnisse | verletzungsbedingt keine Ergebnisse |
| 2019/20 | 52.                                 | 154                                 | –                                   | –                                   | –                                   | –                                   | 26.                                 | 60                                  | –                                   | –                                   | 12.                                 | 62                                  | 16.                                 | 32                                  |                                     |                                     |
| 2020/21 | 26.                                 | 274                                 | –                                   | –                                   | 31.                                 | 45                                  | 10.                                 | 229                                 | –                                   | –                                   | –                                   | –                                   | –                                   | –                                   |                                     |                                     |
| 2021/22 | 17.                                 | 360                                 | 52.                                 | 6                                   | 16.                                 | 108                                 | 9.                                  | 246                                 | –                                   | –                                   | –                                   | –                                   | –                                   | –                                   |                                     |                                     |
| 2022/23 | 26.                                 | 297                                 | 28.                                 | 71                                  | 7.                                  | 176                                 | 32.                                 | 50                                  | –                                   | –                                   | –                                   | –                                   | –                                   | –                                   |                                     |                                     |
| 2023/24 | 20.                                 | 335                                 | 14.                                 | 139                                 | 17.                                 | 119                                 | 29.                                 | 77                                  | –                                   | –                                   | –                                   | –                                   | –                                   | –                                   |                                     |                                     |
| 2024/25 | 17.                                 | 399                                 | 7.                                  | 257                                 | 17.                                 | 128                                 | 43.                                 | 14                                  | –                                   | –                                   | –                                   | –                                   | –                                   | –                                   |                                     |                                     |

### Europacup
- Saison 2010/11: 8. Gesamtwertung, 4. Riesenslalomwertung
- Saison 2020/21: 5. Kombinationswertung
- 3 Podestplätze

### Nor-Am Cup
- 2 Podestplätze, davon 1 Sieg:

| Datum            | Ort     | Land   | Disziplin    |
| ---------------- | ------- | ------ | ------------ |
| 22. Februar 2015 | Nakiska | Kanada | Riesenslalom |

### Juniorenweltmeisterschaften
- Mont Blanc 2010: 8. Super-G, 9. Riesenslalom, 27. Abfahrt
- Crans-Montana 2011: 2. Slalom, 2. Kombination, 3. Super-G, 7. Riesenslalom, 28. Abfahrt

### Weitere Erfolge
- 5 Schweizer Meistertitel (Super-Kombination 2010, Riesenslalom 2016 und 2021, Super-G 2022, Abfahrt 2023)
- 9 Siege bei FIS-Rennen
- European Youth Olympic Festival 2009: 1. Slalom